# 下內埔
下內埔，是臺北市的一個地名，位於今大安區的東南部，大致包括大安區群英、群賢、臥龍等里及虎嘯里西半部、芳和里西端、黎元里西南部、學府里的東半部。
下內埔之南方另有頂內埔，下內埔意為瑠公圳水源之下游內方之未墾埔地。

## 歷史
台灣清治末期至日治前期，該地區為一街庄，稱為「下內埔庄」，隸屬於大加蚋堡。該庄北與大安庄為鄰，東與六張犁庄為鄰，南邊為興福庄，西邊為頂內埔庄。
1901年（日治明治三十四年）11月，該庄為臺北廳直轄，隸屬於第四區。1906年（明治三十九年）1月，第四區改名「古亭村區」。1920年（大正九年）該庄改制為「下內埔」大字，隸屬於臺北州臺北市。
戰後臺北市改制為省轄市。1946年2月臺北市劃分為10個區，下內埔地區隸屬於大安區，最初劃為臥龍、芳和2里。1968年7月臺北市改制為院轄市。1990年3月，臺北市各區重劃，該地區隸屬不變。

## 交通
台北捷運文湖線經過下內埔地區北部，於西北端邊界外側設有科技大樓站。附近居民可由此等路線及相關路網快速前往大台北地區各地，或至台北車站轉搭高鐵、台鐵或客運前往全台各地。
國道三號甲線起始端（辛亥路三段）位於下內埔地區，由此路線可連接國道三號以前往臺灣南北各地。

## 學校
- 國立臺灣大學校本部（東部）
- 國立臺北教育大學
- 國立臺灣科技大學（部分）
- 臺北市立和平高級中學
- 臺北市芳和實驗中學
- 臺北市大安區大安國民小學